# Huntington (Indiana)
Huntington è una città degli Stati Uniti d'America, capoluogo della contea omonima, nello Stato dell'Indiana.
La popolazione era di 17.450 abitanti nel censimento del 2000.